# Mirosternus debilis
Mirosternus debilis är en skalbaggsart som beskrevs av Sharp 1881. Mirosternus debilis ingår i släktet Mirosternus och familjen trägnagare. Inga underarter finns listade i Catalogue of Life.